# 沈葦窗
沈葦窗（1918年12月30日—1995年9月6日），原名沈學孚，浙江省桐鄉烏鎮人。民國時期上海文化界人士、於1949年後自上海遷居香港，曾經擔任《大人》及《大成》雜誌總編輯。

## 簡歷
沈葦窗曾在其文章〈記從兄沈泊塵〉中，提及其出身：
「祖父右亭公生子女九人，泊塵是三房長子，能毅、叔敖是他的胞弟。我父季璜公行九，娶我母徐太夫人，婚後居上海之臺灣路，姪輩到上海求學，多住我家。我家兄弟都以『學』字排行，泊塵名學明，家兄吉誠名學謙，我名學孚。我生在臺灣路，大約我出世未久，這位『明哥哥』便去世了！」
沈葦窗為崑曲大師徐凌雲的外甥。其兄長沈吉誠，在香港電影戲劇界、文化新聞界及馬圈有名。1950年代曾出版《馬經大全》，1970年起曾為《大人》雜誌以「老吉」筆名，撰寫〈馬場三十年〉，講述香港賽馬歷史。
沈葦窗畢業於上海中國醫學院。沈葦窗在上海時期，曾為金雄白創辦的小報《海報》撰寫文章。1949年後自滬遷居香港，曾任麗的呼聲金色台編導、電視國劇顧問。

## 《大人》、《大成》雜誌
1970年，商人楊撫生創辦《大人》雜誌，邀請沈葦窗擔任總編輯。1970年5月15日創刊，共出版42期。1973年，楊撫生與沈葦窗在編務及廣告業務上出現分歧，同年10月15日停刊。由於沈葦窗希望繼續經營此文化平台，遂自資籌集資金，1973年12月出版同類型月刊，易名為《大成》，並繼續擔任總編輯一職。雜誌業務、包括編輯、校對、聯絡作者、郵寄訂戶等，大部份均由沈葦窗一人獨自擔任。沈葦窗並撰寫〈葦窗談藝錄〉專欄，於雜誌上刊登。專欄主要内容為其本行京劇及崑曲。
沈葦窗與畫家張大千屬好友，1973年《大成》創刊，張大千當時身在美國，為幫助沈葦窗，以四天時間創作大型立軸《高山長青圖》送贈，以表支持，更寫明「余囊橐無余，如希急需，葦窗可即變賣，余絕不介懷。」而《大成》雜誌封面，不少為張大千畫作。
1995年9月6日，沈葦窗因食道癌在香港病逝，《大成》雜誌亦隨之停刊。

## 婚姻
沈葦窗之妻子莊元庸，早年於上海任電台主持，有「電台之鶯」的雅號。其後曾於香港麗的呼聲、台灣華視及台視工作，曾演出劇集《星星知我心》。

## 資料來源
1. ↑  沈葦窗與《大人》雜誌「開卷有得」之三 （页面存档备份，存于） 蔡登山，全國新書資訊網 - 國家圖書館
2. 1 2  蔡登山：遲來的懷念 《蘋果日報》，2010年10月17日
3. ↑  沈西城：記《大成》雅集 （页面存档备份，存于） 《蘋果日報》，2010年11月21日
4. ↑  張大千藏品 背後故事多 的存檔，存档日期2016-03-04. 《大公報》，2012年9月17日